# Сорокопуд чорноплечий
Сорокопуд чорноплечий (Lanius excubitoroides) — вид птахів родини сорокопудових (Laniidae), що широко розповсюджений у саванах Африки.

## Опис
Сорокопуд чорноплечий сягає близько 25 см завдовжки, отже він є одним з найбільших представників цієї родини птахів. Спина, шия і верхня частина голови сірі, черево і горло білого кольору. Крила чорні, за винятком білої плями. Також хвіст чорний, є тільки по його сторонах, вузька біла смуга, яка простягається від тіла приблизно до половини довжини хвоста. Гачкуватий дзьоб і ноги від темно-сірого до чорного забарвлення.
Дитинчата сіро-коричневого кольору на спині, шиї і верхньої частини голови, світло-бежевого кольору на череві і оперення поцятковане багатьма темними смугами. Пір'я крил обрамлене у світло-коричневе і дзьоб забарвлений у світло-коричневий і сірий кольори.

## Розповсюдження і місця проживання
Ареал виду знаходиться в Африці і тягнеться від Мавританії на заході до Танзанії на сході, де птах не доходить до берегів Індійського океану і існує тільки до центральної Танзанії. Мешкає птах в районах, на висоті 600—1900 метрів, рідко, аж до 3000 метрів.
Поширений у саванах, субтропічних луках і рідколіссях, як правило, у безпосередній близькості від води. Культурні ландшафти також є частиною середовища проживання.